# Formula Student Germany

Logo der Formula Student Germany

Die Formula Student Germany (FSG) ist ein internationaler Konstruktionswettbewerb für Studierende, der seit 2006 jährlich vom Formula Student Germany e. V. unter der Schirmherrschaft des Verein Deutscher Ingenieure e. V. nach Regeln ähnlich denen der Formula SAE ausgerichtet wird.
Inhalt des Wettbewerbs ist es, in Teamarbeit einen einsitzigen Formelrennwagen zu konstruieren und zu fertigen. Jedes Jahr im Spätsommer treffen sich die Studentengruppen am Hockenheimring, um die selbstkonstruierten Rennwagen miteinander zu vergleichen.
Der Anspruch der Formula Student ist die Ergänzung des Studiums um Erfahrungen mit Konstruktion und Fertigung sowie mit den wirtschaftlichen Aspekten des Automobilbaus. Hierzu sollen die Studenten annehmen, eine Produktionsfirma habe sie engagiert, um einen Prototyp zur Evaluation herzustellen. Die Zielgruppe des Fahrzeuges ist der nicht-professionelle Wochenendrennfahrer. Zur Ermittlung des Gewinnerteams bewertet eine Jury aus Experten der Motorsport-, Automobil- und Zulieferindustrie in den statischen Disziplinen die Konstruktion, Kosten- und Businessplan jedes Teams. Zusätzlich werden auf der Rennstrecke in verschiedenen dynamischen Disziplinen die Fahreigenschaften der Autos getestet.

## Vorgeschichte
In den USA rief die Society of Automotive Engineers (SAE) 1981 die Formula SAE ins Leben, an der jedes Jahr rund 120 Studententeams aus der ganzen Welt teilnehmen. Seit 1998 veranstalten SAE und IMechE in England die Formula Student, zu der jährlich etwa 100 Teams anreisen. In Australien kommen jährlich rund 25 Teams zur Formula SAE-Australasia zusammen.
Innerhalb von Europa gibt es außerdem Events in Österreich, in der Schweiz, in Tschechien Ungarn Italien, Spanien, Frankreich und Polen.
Auch in Japan und Brasilien treten heute studentische Teams gegeneinander an. Die Wettbewerbe werden bis auf wenige Modifikationen nach denselben Regeln ausgetragen, so dass Teams mit ihren Rennwagen an mehreren Veranstaltungen teilnehmen können.

## Motivation
Durch die Teilnahme am Wettbewerb sollen die Ingenieurstudenten Erfahrungen mit Teamwork, Zeit- und Projektmanagement im Allgemeinen und mit Konstruktion, Fertigung und den wirtschaftlichen Aspekten des Automobilbaus im Speziellen sammeln. Die Wettbewerbssprache ist Englisch. Das Ziel des Wettbewerbs Formula Student Germany ist es, die Sichtbarkeit dieses meist außercurricularen Engagements bei deutschen Firmen und Universitäten zu verbessern. Dies ist möglich, da die Studenten durch den Konkurrenzdruck zu einer professionellen Arbeitsweise gezwungen werden und dabei Gebrauch von Werkzeugen machen, wie sie auch im industriellen Einsatz sind.
Über Sponsoring, Awards und die Entsendung von Jurymitgliedern bestehen Möglichkeiten, mit den engagierten Studenten persönliche Kontakte zu knüpfen.

## Formula Student Combustion and Formula Student Electric
Bis 2009 bezeichnete Formula Student Germany den studentischen Konstruktionswettbewerb mit ausschließlich verbrennungsmotorischen Fahrzeugen.
Seit der Einführung der Formula Student Electric 2010 bezeichnet Formula Student Germany allgemein den Konstruktionswettbewerb, der zum Ziel hat einen einsitzigen Formelrennwagen zu konstruieren. Beim Wettbewerb können die Studenten in zwei unterschiedlichen Klassen antreten. Die Klasse für verbrennungsmotorisch angetriebene Fahrzeuge heißt seit 2010 Formula Student Combustion (Combustion = Verbrennung), die Klasse, in der Fahrzeuge mit einem elektrischen Antrieb antreten, ist die Formula Student Electric (Electric = elektrisch).
Im Jahr 2017 wurde als 3. Klasse die Formula Student Driverless eingeführt. Dafür dürfen aktuell Fahrzeuge aus den letzten zwei Jahren aus der FSC und FSE genutzt werden.

### Formula Student Combustion (FSC)

Logo der Formula Student Combustion

Die Formula Student Combustion bezeichnet die Klasse mit verbrennungsmotorischen Antrieben innerhalb der Formula Student Germany. Die Vorschriften, die es bezüglich der Konstruktion und des Aufbaus des Fahrzeugs gibt, sind die offiziellen Formula-SAE-Regeln sowie ergänzend die FSC-Regeln.
Die wichtigsten Einschränkungen bezüglich des Antriebsstrangs sind:
- 4-Takt-Ottomotor
- max. 710 cm3 Hubraum
- kreisförmiger Luftmengenbegrenzer hinter dem Drosselsystem mit einem Durchmesser von

- 20 mm bei Benzin-betriebenen Verbrennungsmotoren
- 19 mm bei E85-betriebenen Verbrennungsmotoren

### Formula Student Electric (FSE)

Logo der Formula Student Electric

Die Formula Student Electric erweitert die Formula Student Germany um das Thema Elektromobilität. Aufgabe der teilnehmenden Teams ist es, ein rein elektrisch angetriebenes Fahrzeug zu konstruieren. Abgesehen von kleinen Modifikationen bei der technischen Abnahme, um den Anforderungen der Elektrofahrzeugen gerecht zu werden, orientiert sich die FSE an den offiziellen Formula-SAE-Regeln des jeweiligen Jahres. Der Fokus auf rein elektrische Antriebe anstelle auf Hybridantriebe sorgt für eine reduzierte Komplexität. Dies ermöglicht Teams auch ohne große finanzielle Mittel eine Teilnahme.
Die Fahrzeuge der Formula Student Electric orientieren sich ebenfalls maßgeblich am Regelwerk der Formula SAE, so dass die Fahrzeuge eine identische Grundstruktur wie in der Formula Student Combustion haben. Um den Teams den Einstieg in die neue Klasse zu erleichtern wurde im ersten Jahr der FSE erlaubt, Chassis’ aus den letzten Jahren (2007 oder neuer) zu verwenden. Seit 2011 müssen die verwendeten Chassis dem aktuellen Regelwerk entsprechen. Die maßgeblichen Unterschiede zwischen FSE- und FSC-Fahrzeugen finden sich im Bereich des Antriebsstranges.
Das Regelwerk der Formula Student Electric macht hinsichtlich der Art (Gleichstrom, Wechselstrom) und Anzahl der Motoren keine Einschränkungen, lediglich die maximale Spannung ist auf 600 V DC begrenzt. Die maximale Leistung, die zu einem beliebigen Zeitpunkt aus den Akkumulatoren entnommen werden darf, beträgt 80 kW. Als Energiespeicher dürfen alle Arten von Akkumulatoren und Kondensatoren, aber keine Hochtemperaturbatterien oder Brennstoffzellen verwendet werden.

### Formula Student Driverless (FSD)
Mit der Erweiterung der Formula Student um eine Kategorie fahrerloser Fahrzeuge orientieren sich die Organisatoren an den Entwicklungen der Automobilindustrie. Die Teams, die in bei der FSD antreten wollen, können wie bisher einen komplett neuen Wagen konstruieren, oder einen Wagen aus den letzten zwei Jahren ihrer Teams verwenden. Damit soll gewährleistet werden, dass die Komplexität der Driverless Komponenten nicht dazu führt, dass am Ende des Jahres das Fahrzeug nicht fahrbereit ist.
Ursprünglich hatte man überlegt nur elektrische Fahrzeuge für die FSD zuzulassen und im ersten Jahr haben es auch ausschließlich elektrische Fahrzeuge durch die technische Abnahme geschafft. 2018 ist auch ein Team der Hochschule für Technik und Wirtschaft Berlin mit einem Fahrzeug mit Verbrenner angetreten.
Im November 2018 kündigte FSG an, dass ab 2021 die Klasse Formula Student Driverless wieder geschlossen werden solle und stattdessen in den beiden Klassen FSC und FSE Disziplinen autonom gefahren werden solle. Aufgrund der Coronasituation und dem Ausfall des Events 2020, wird aber 2021 noch mit dem Regelsatz aus dem Jahr 2020 gefahren, welcher eine getrennte FSD Klasse vorsieht.

## Ablauf des Wettbewerbs
Unabhängig von der Klasse müssen die Teams während des Wettbewerbs zunächst eine technische Abnahme bestehen, bevor die Fahrzeuge zur Teilnahme an den dynamischen Disziplinen zugelassen werden.

### Scrutineering (Technische Abnahme)
Alle teilnehmenden Fahrzeuge müssen das Scrutineering bestehen, bevor sie zur Teilnahme an den fahrerischen Wettbewerben zugelassen werden. Die Inhalte der technischen Abnahme wie auch die sicherheitsrelevanten Vorschriften bezüglich der Konstruktion von Chassis und Fahrwerk sowie der Ausführung des Antriebsstrangs sind in den Regeln der Formula SAE und den ergänzenden Ausführungen der Formula Student Germany festgehalten und werden während der technischen Abnahme überprüft.
Für die Fahrzeuge der FSC, ist die Reihenfolge der einzelnen Schritte der technischen Abnahme:
1. Tech and Safety (Technik und Sicherheit)
2. Tilt Table (Kipptisch)
3. Noise Test (Geräuschmessung unter definierten Voraussetzungen)
4. Brake Test (Bremstest)

Fahrzeuge mit einem elektrischen Antriebsstrang müssen teilweise andere und ergänzende Bestandteile der technischen Abnahme bestehen. Die Gesamtheit der Schritte der technischen Abnahme für FSE Fahrzeuge sind:
1. Electrical Scrutineering (elektrische Sicherheit)
2. Tech and Safety (Technik und Sicherheit)
3. Tilt Table (Kipptisch)
4. Rain Test (Regentest)
5. Brake Test (Bremstest)

#### Tech and Safety (Technik und Sicherheit) – FSC und FSE

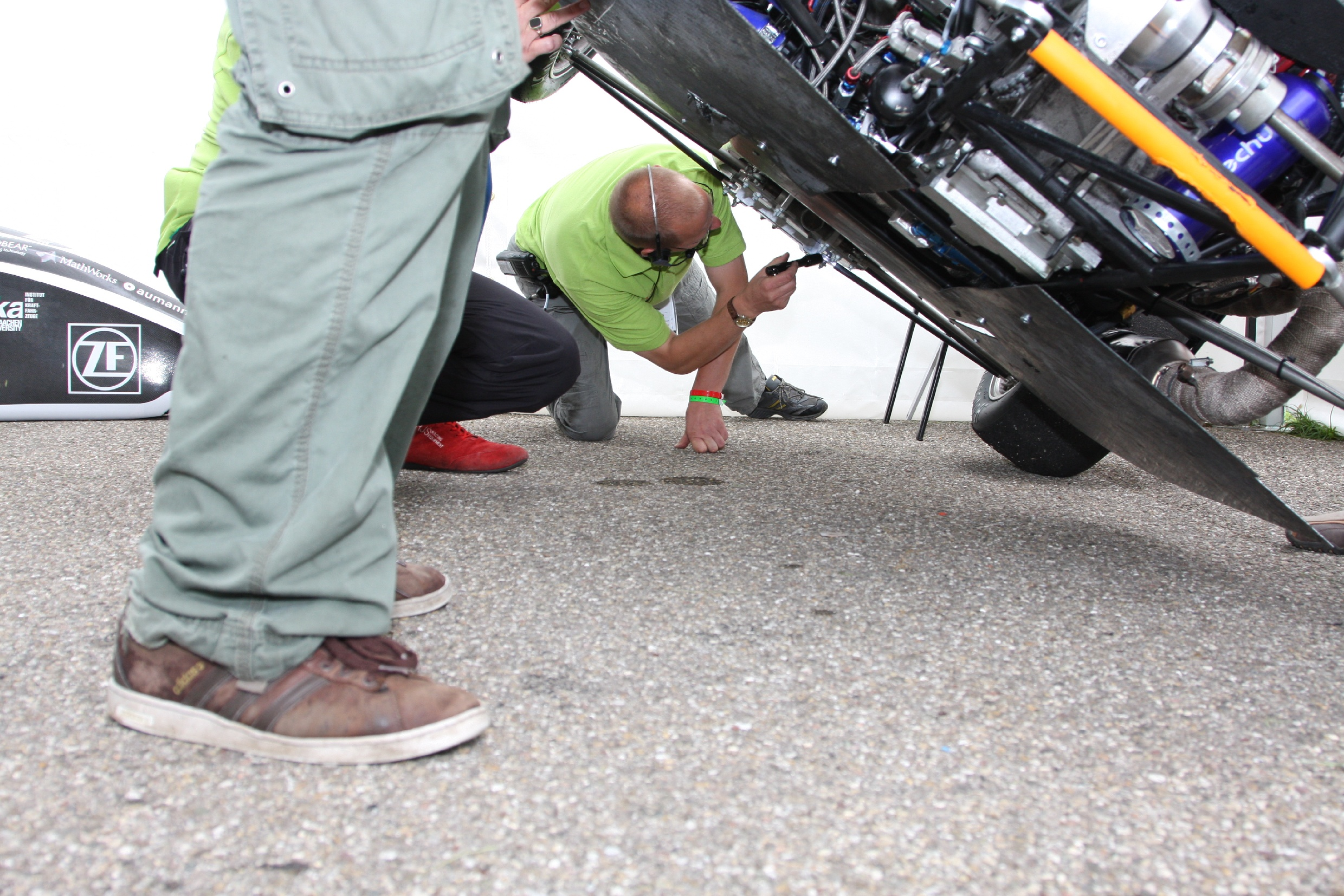
Tech and Safety

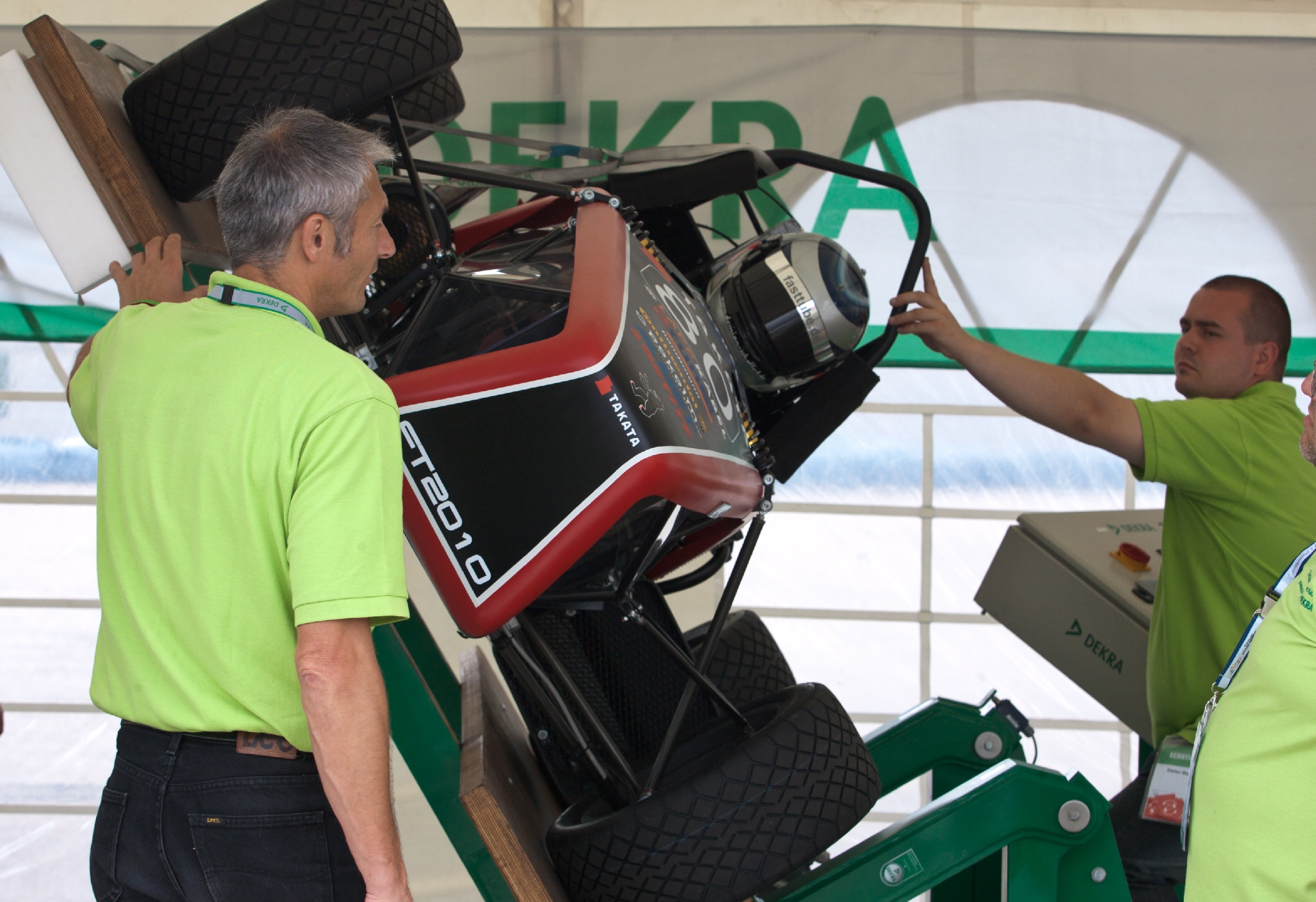
Tilt Table

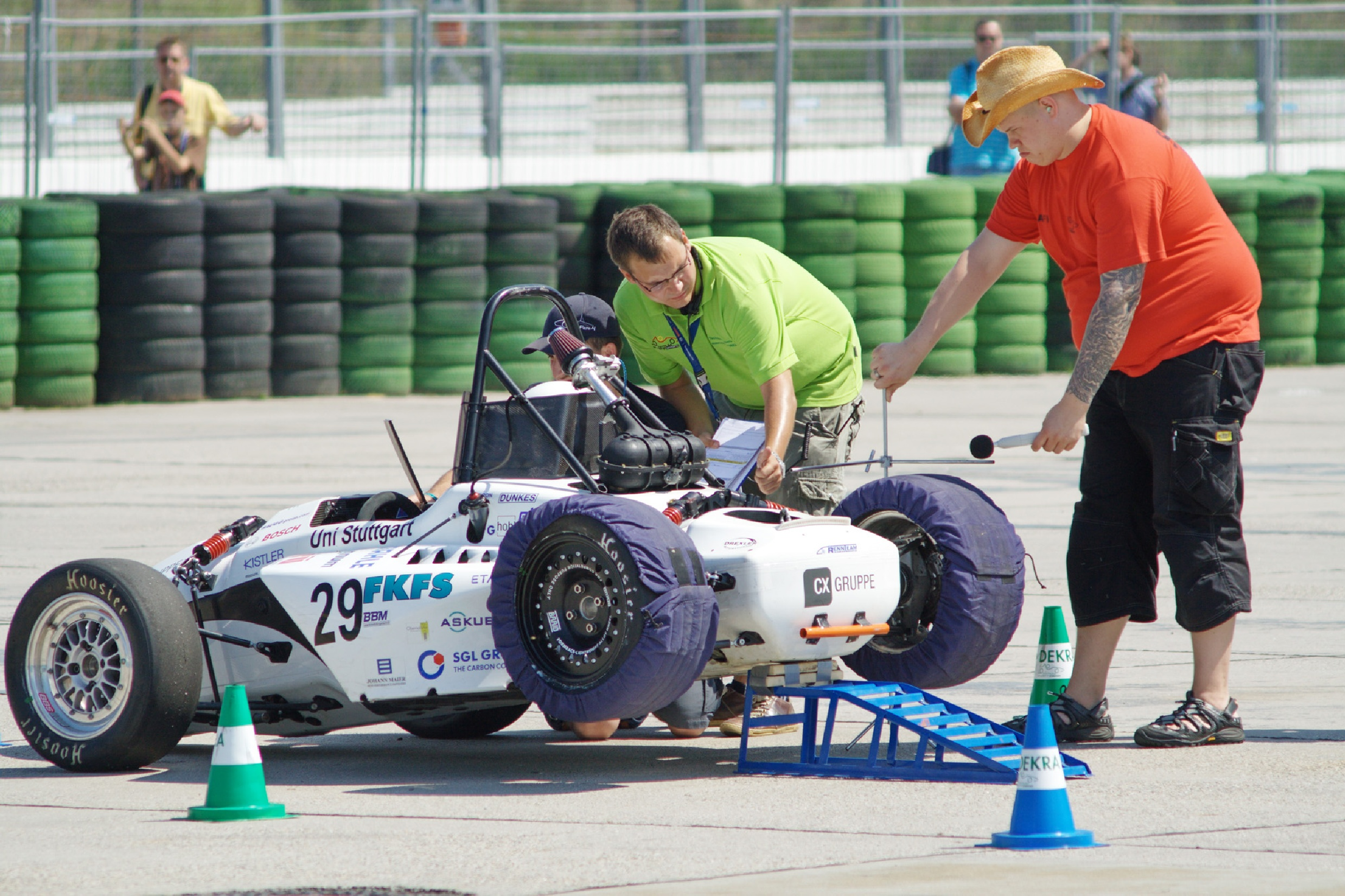
Noise Test

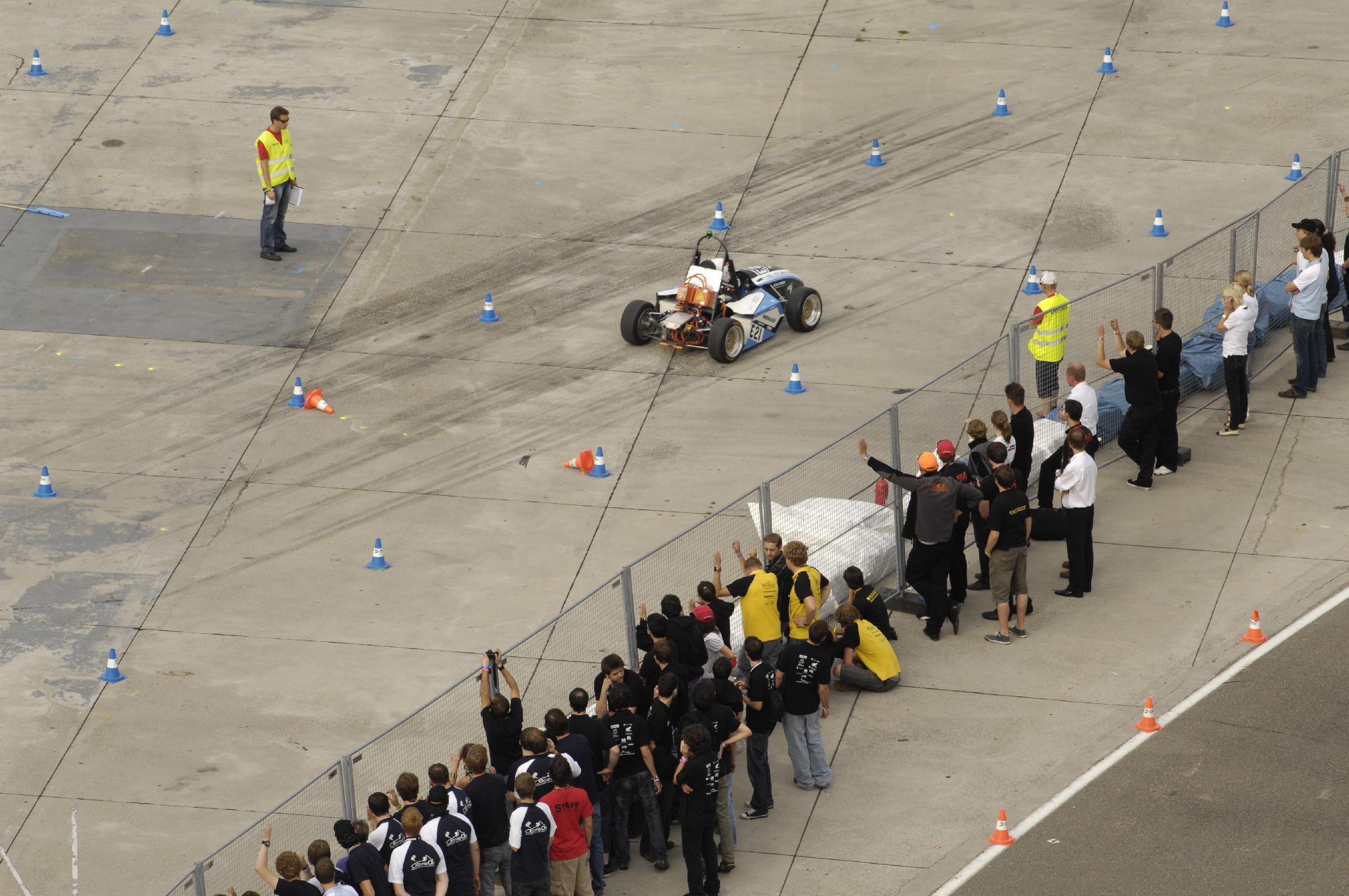
Brake Test

Alle sicherheitsrelevanten Bau- und Zubehörteile des Rennwagens, die durch das Regelwerk vorgeschrieben werden, werden überprüft. Dazu gehört die Rahmenstruktur, die Radaufhängung, Lenkung, Bremsen und Felgen sowie die Reifen. Auch Details wie die Verlegung der Kraftstoffleitungen, die Befestigung des Ansaugsystems oder das korrekte Funktionieren der Notschalter werden geprüft. Im Anschluss muss das Fahrzeug eine Reihe weiterer Checks durchlaufen. Erst wenn alle Tests der technischen Abnahme bestanden sind, wird ein Fahrzeug für die Teilnahme an den dynamischen Disziplinen zugelassen.
Da die Autos in den vergangenen Jahren immer kleiner und kompakter wurden, machten sich Zweifel breit, ob ein verletzter Fahrer bei einem Unfall noch aus dem Fahrzeug geborgen werden könnte. Laut Regelwerk muss ein 95-Prozent-Mann in das Auto passen, d. h. ein Mann, der in Größe und Gewicht nur von 5 % der männlichen Bevölkerung übertroffen wird. Deshalb wurden 2009 neue Regeln für die Cockpitdimensionierung eingeführt auf Grundlage der FIA-Regeln für die Formel 1. Die Einhaltung dieser Maße wird bei der technischen Überprüfung der Fahrzeuge mithilfe von zwei Schablonen (Cockpit Templates) überprüft. Eine der Schablonen muss durch die Cockpitöffnung passen, die andere muss durch den Fußbereich des Fahrers bis zu den Pedalen durchgeführt werden können.
Zusätzlich müssen alle Fahrer zeigen, dass sie in „ready-to-race condition“, d. h. volleingekleidet und angeschnallt, das Auto innerhalb von 5 Sekunden verlassen können.

##### Tilt Table (Kipptisch) – FSC und FSE
Beim Tilt Table Test wird überprüft, ob keine Betriebsflüssigkeiten austreten und die Regeln zum Überrollschutz erfüllt werden. Die Fahrzeuge müssen startklar, mit allen Flüssigkeiten und vollgetankt zum Test gebracht werden. Ebenso müssen alle Komponenten am Rennwagen angebracht sein.
Das Fahrzeug, in dem der größte Fahrer sitzen muss, wird fixiert und bis zu einem Winkel von 45 Grad geneigt. Bei diesem Winkel dürfen kein Treibstoff oder andere Flüssigkeiten (Öl, Kühlflüssigkeit, …) austreten. Danach wird der Winkel auf 60 Grad erhöht. Dieser Winkel entspricht einer Querbeschleunigung von 1,7 g. Wenn dabei die oberen Räder auf dem Boden bleiben, besteht der Rennwagen den Tilt Table Test.

##### Noise Test (Geräuschmessung) – nur FSC
Der Noise Test überprüft, ob das Fahrzeug den Vorschriften für die Einhaltung des Lärmpegels entspricht. Dazu wird bei laufendem Motor im Leerlauf bei einer durch die Bauart des Motors vorgeschriebenen Drehzahl die Lautstärke gemessen. Der Lärmpegel darf nicht höher als 110 dBA sein.

##### Brake Test (Bremstest) – FSC und FSE
Der Bremstest dient dazu zu überprüfen, ob das Bremssystem in der Lage ist, alle vier Räder des Fahrzeugs gleichzeitig zu blockieren und dadurch das Fahrzeug zu einem kontrollierten Stillstand zu bringen.
Die FSE-Fahrzeuge können den elektrischen Antrieb auch zum Bremsen verwenden. Um eine einwandfreie Funktion des Bremssystems bei einem Fehler im Hochspannungssystem zu beweisen, muss der Fahrer nach dem Beschleunigen das Hochvoltsystem deaktivieren und anschließend mit vier blockierenden Rädern zum Stehen kommen.

##### Electrical Scrutineering (elektrische Sicherheit) – nur FSE

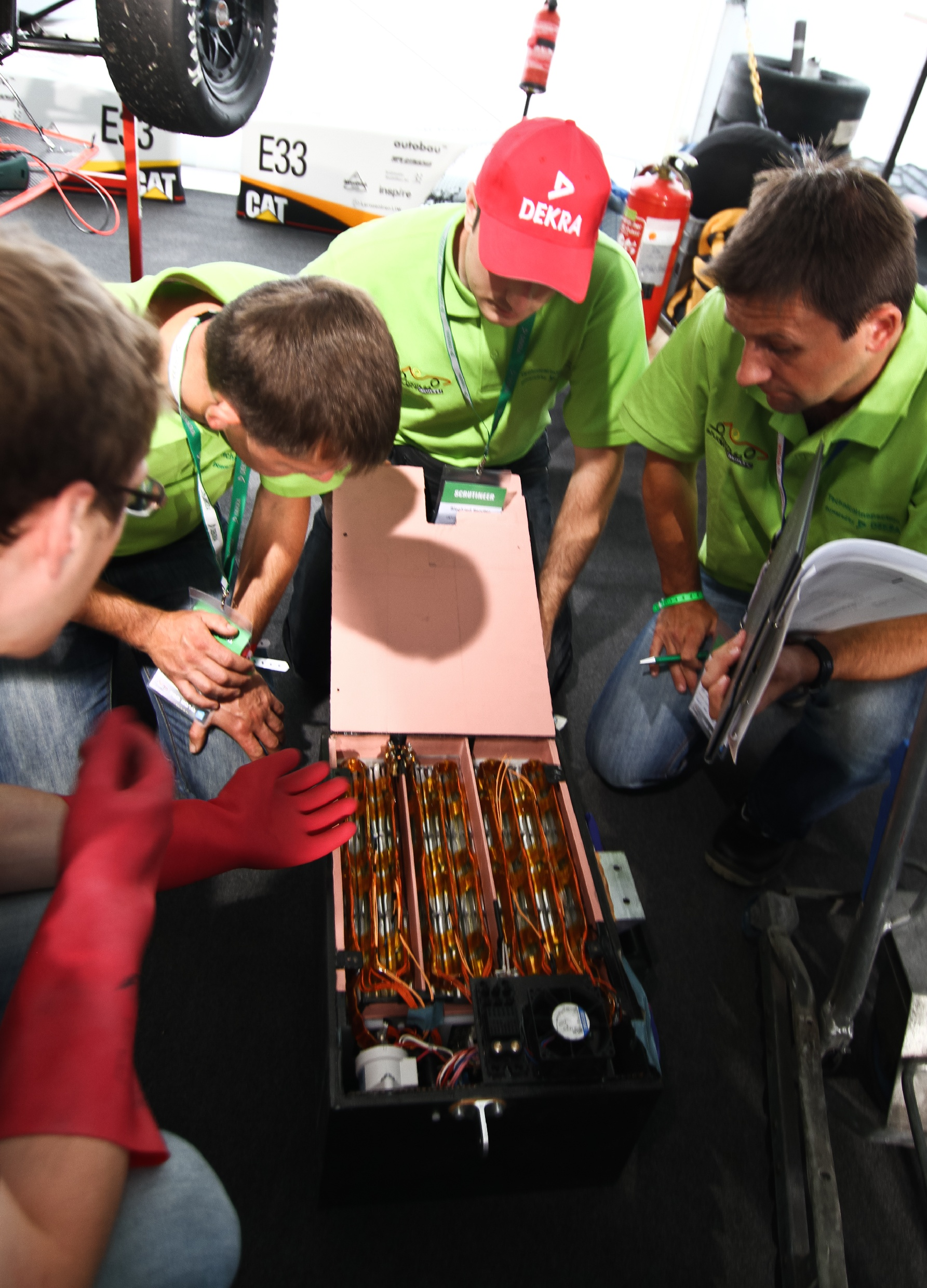
Electrical Scrutineering

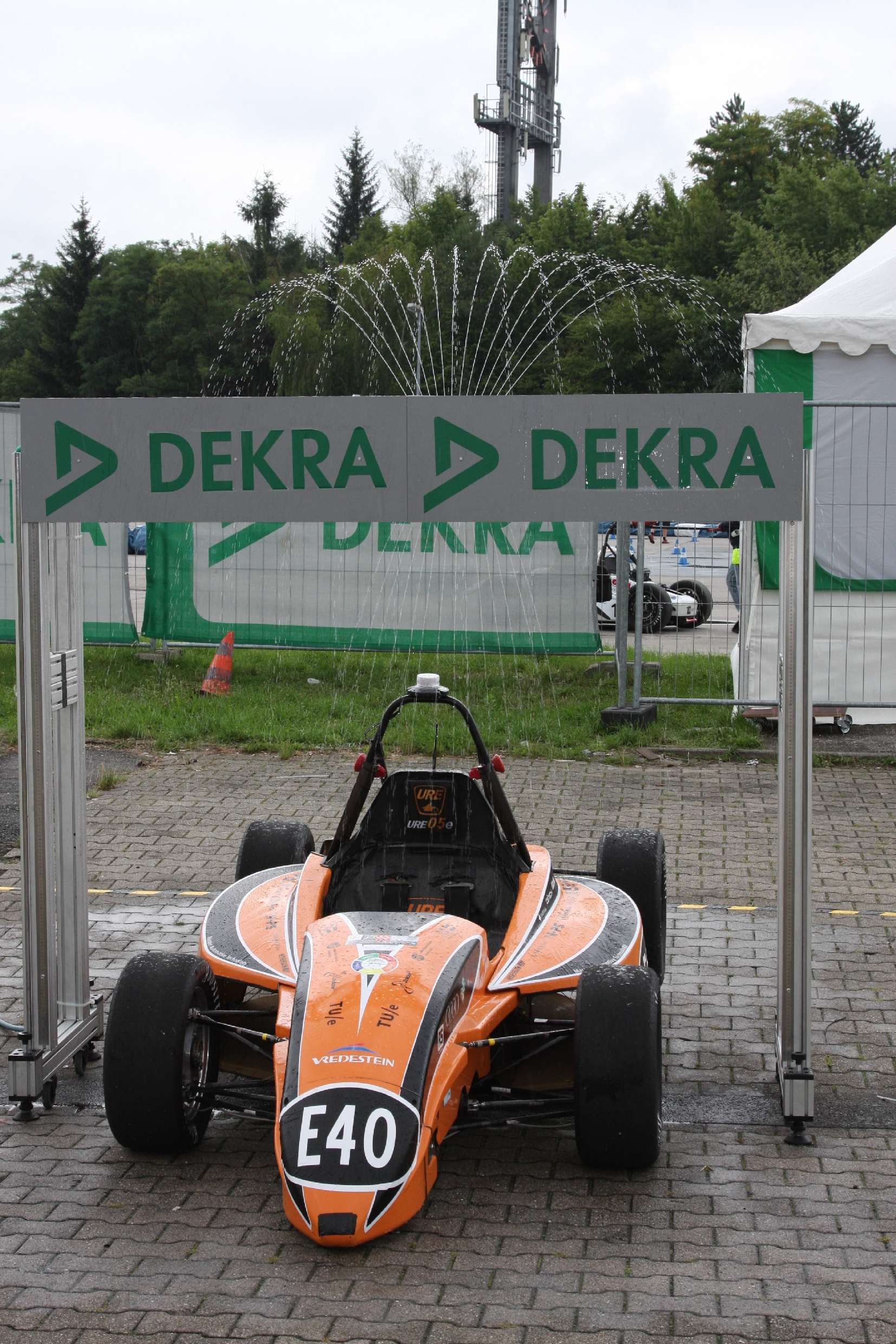
Rain Test

Bei der Überprüfung der Fahrzeuge der FSE wird eine Überprüfung der elektrischen Sicherheit vorangestellt.
Während des Electrical Scrutineering wird die elektrische Sicherheit des Fahrzeugs überprüft, d. h. alle durch das Regelwerk vorgeschriebenen Maßnahmen werden auf ihre Funktionsfähigkeit überprüft. Dazu gehören u. a. die Isolationsüberwachung, die korrekte Funktionsweise des Signallichtes, das die Aktivität des Hochvoltsystems (Tractive System Active Light) anzeigt und das Geräusch, das die Fahrbereitschaft des Fahrzeugs anzeigt (Ready To Drive Sound). Es werden aber auch allgemeine Sicherheitsaspekte wie z. B. mechanisch einwandfrei verlegte Leitungen überprüft.

###### Isolation
Während des Wettbewerbs werden sowohl Officials als auch Teammitglieder die Fahrzeuge der Formula Student Electric immer wieder bewusst oder unbewusst berühren. Um zu jeder Zeit die Sicherheit aller Beteiligten garantieren zu können, setzt die Formula Student Electric ein Isolationsüberwachungssystem ein. Dieses System überwacht kontinuierlich, ob die Isolation des Hochvolt-Systems intakt ist. Im Fall einer fehlerhaften Isolation wird dies durch das System erkannt und das Hochvolt-System wird automatisch abgeschaltet. Im Rahmen des E-Scrutineering werden verschiedene Isolationsfehler simuliert und nur im Fall eines korrekten Abschaltverhaltens wird dem Rennwagen die Freigabe erteilt.

###### Antriebssystem aktiv
Das Elektroantriebssystem eines FSE Fahrzeuges arbeitet nahezu geräuschlos. Um dennoch signalisieren zu können, ob das Hochvoltsystem im Fahrzeug aktiv ist trägt jedes Fahrzeug eine gut sichtbare Leuchte unter der Spitze des Überrollbügels. Diese leuchtet im Hochvoltbetrieb und dient den Helfern somit als „visuelles Motorgeräusch“ und als Warnung vor der Hochspannung.

###### „Drive by Wire“ Sicherheit
Alle FSE Fahrzeuge sind „drive-by-wire“-Fahrzeuge. Der Befehl für mehr oder weniger Drehmoment wird hierbei nicht mechanisch, sondern über ein elektrisches Signal gegeben. Um größtmögliche Sicherheit zu gewährleisten, befinden sich in jedem Gaspedal zwei unabhängige Sensoren. Ein Steuergerät überwacht ständig beide Sensoren und ergreift im Falle signifikanter Abweichungen automatisch Maßnahmen, um trotz eines defekten Sensors die Sicherheit des Fahrzeugs zu gewährleisten.

##### Rain Test (Beregnungstest) – nur FSE
Anstelle der Geräuschmessung, die bei den FSC-Fahrzeugen durchgeführt wird, werden die FSE-Fahrzeuge auf ihre elektrische Sicherheit im Fall von Feuchtigkeit und Regen überprüft.
Regen kann bei Elektrofahrzeugen zu kritischen Situationen führen. Um den Betrieb auch während Niederschlägen vorbehaltlos erlauben zu können, müssen sich die FSE Fahrzeuge einem künstlichen Regenschauer unterziehen. Während der relativ starken, künstlichen Beregnung des Fahrzeuges wird kontrolliert, ob die verwendeten Komponenten ausreichend isoliert und gegen Regen geschützt sind. Wenn die Isolationsüberwachung während des Tests anschlägt, gilt der Test als nicht bestanden, da aufgrund von eindringendem Wasser ein Isolationsfehler aufgetreten ist.

### Disziplinen
Die Formula Student Germany wird in 3 statischen und 5 dynamischen Disziplinen ausgetragen. Die zu absolvierenden Disziplinen sind unabhängig vom Antriebsstrangkonzept der Fahrzeuge.
Bei den statischen Disziplinen stellen die studentischen Teams den Juroren in Diskussionen und Präsentationen die verschiedenen Aspekte ihres Fahrzeugs vor.
Die konstruktiven Lösungen der Studenten, das Verständnis der eigenen Konstruktion sowie die Ansprüche der fiktiven Zielgruppe werden im Engineering Design bewertet.
In der Cost Analysis müssen die Studenten ihre kalkulierten Produktions- und Montagekosten vortragen und verteidigen und mögliche Alternativen aufzeigen und diskutieren.

Das Ziel der Business Plan Presentation ist es, die Fähigkeit des Teams zu bewerten, ein umfassendes Geschäftsmodell zu entwickeln und umzusetzen. Dieses Geschäftsmodell muss sich auf das spezifische Prototyp-Rennauto des Teams oder auf einen bestimmten Bestandteil davon beziehen. Dabei muss das Geschäft das Auto oder den Bestandteil als Produkt anbieten oder eine Dienstleistung verkaufen, die damit in Verbindung steht und eine lohnende Geschäftsmöglichkeit schafft, die einen monetären Gewinn erzielt.

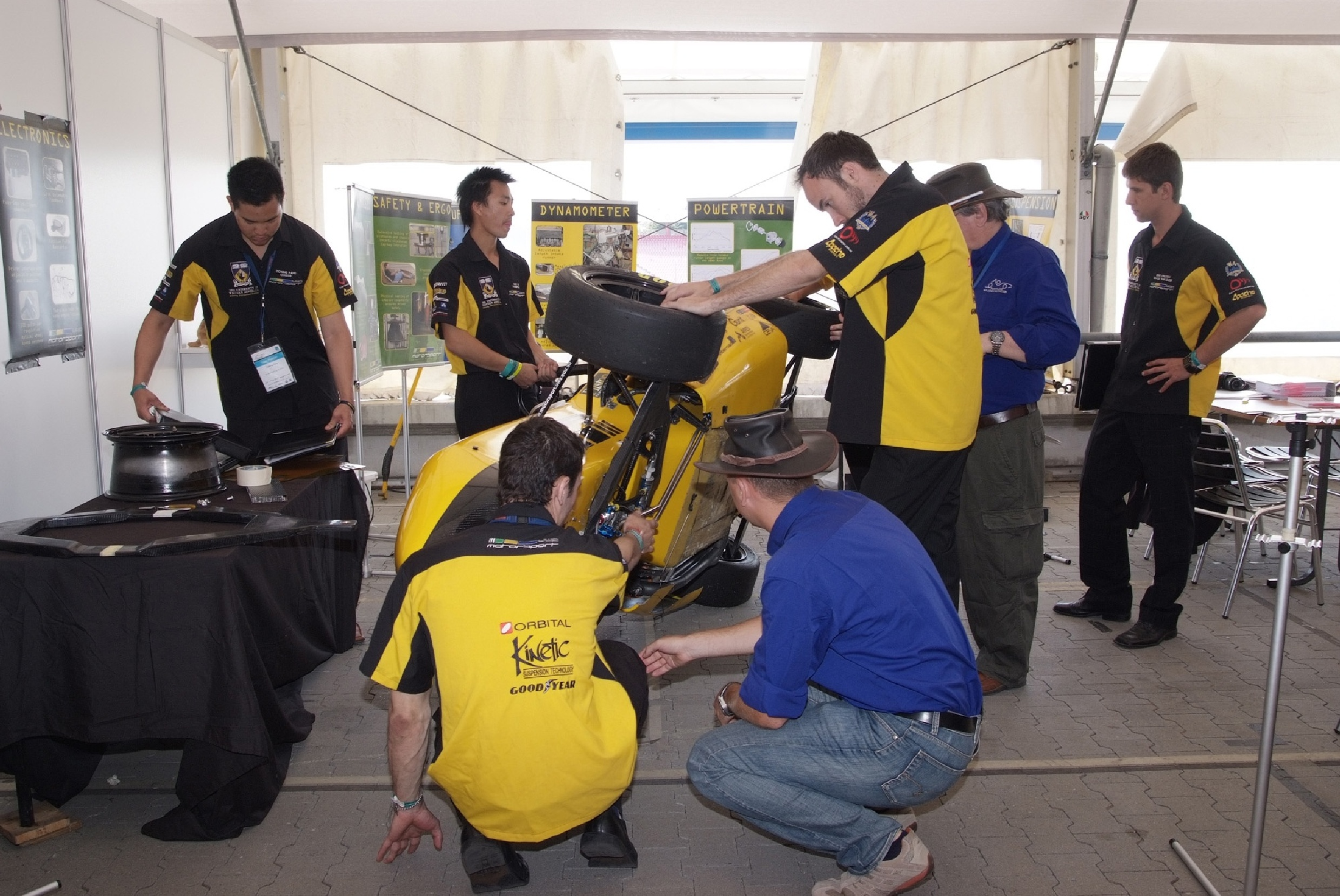
Engineering Design
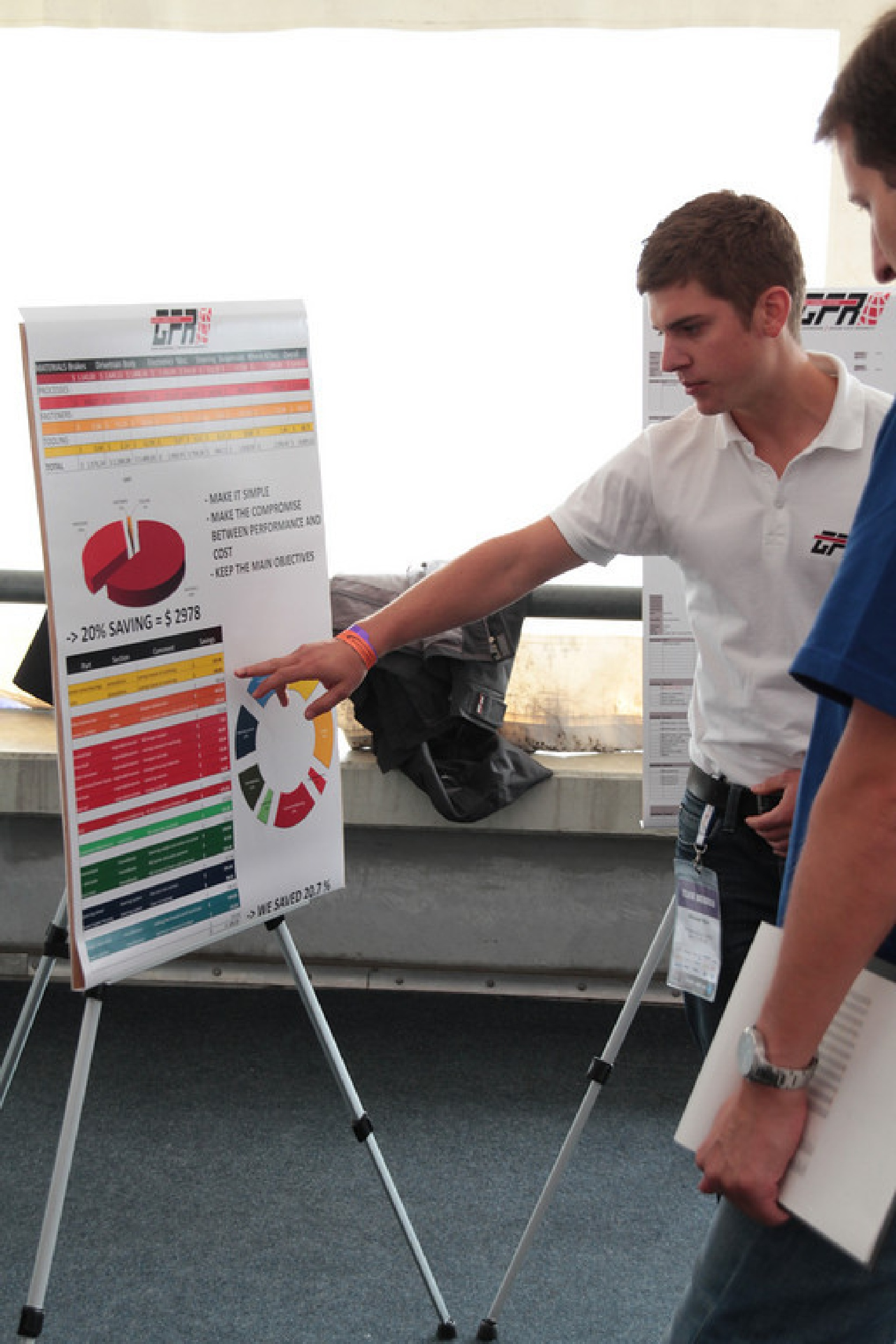
Cost Analysis
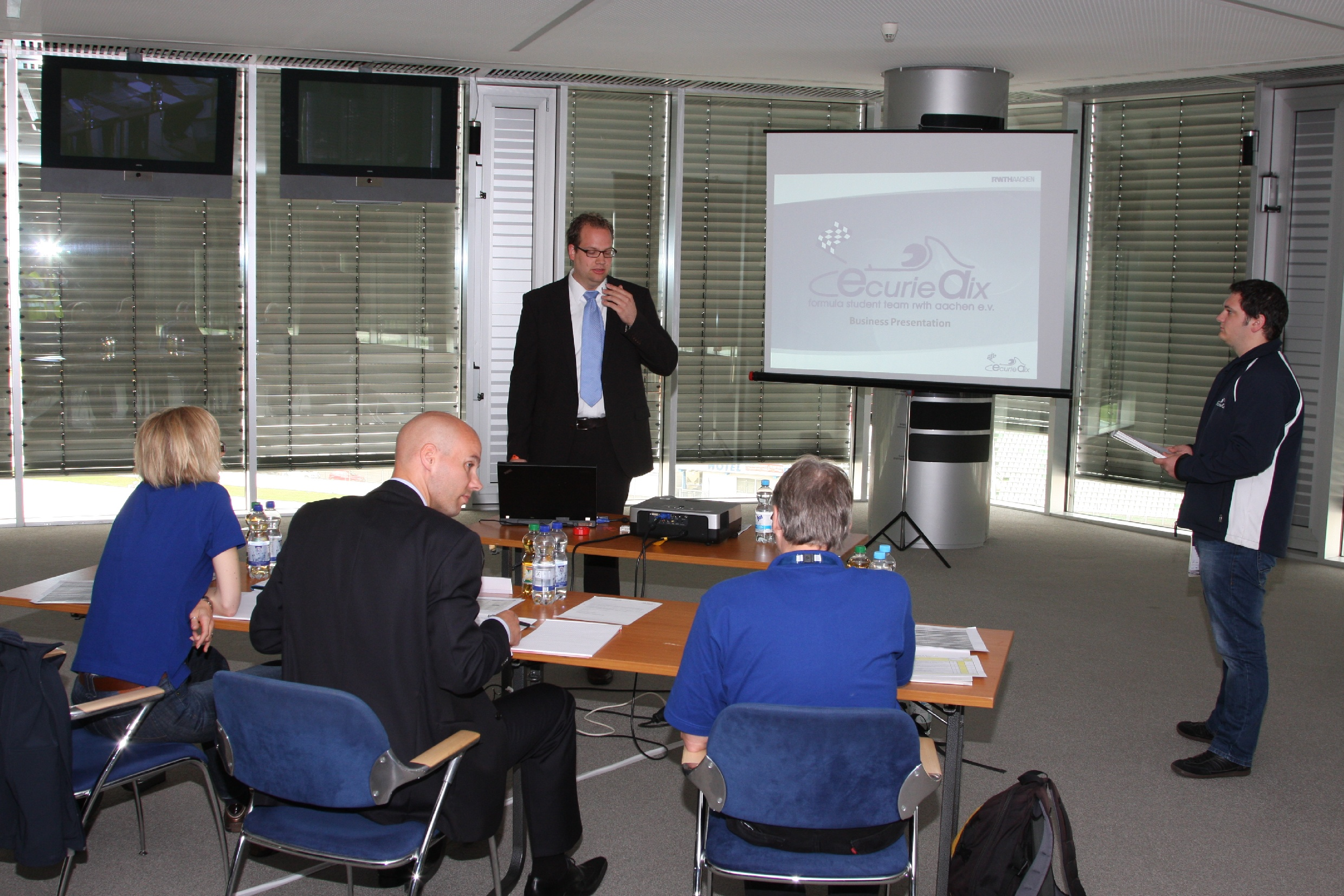
Businessplan Presentation

Die dynamischen Disziplinen testen die Fahrzeuge hinsichtlich Längs- und Querbeschleunigungspotential, im Handling und hinsichtlich ihrer Haltbarkeit und Effizienz. Zu diesen Disziplinen werden die Fahrzeuge erst zugelassen, wenn alle Bestandteile der technischen Abnahme bestanden wurden.
Beim Skid Pad (Acht-Fahren) wird die erreichbare Querbeschleunigung während einer konstanten Kreisfahrt ermittelt. Dazu werden zwei überlappende Kreisringe mit einem Innendurchmesser von 15,25 m und einer Spurweite von 3 m jeweils zweimal durchfahren. Zur Wahrung der Chancengleichheit im Falle von Wetterumschwüngen wird der Test gegebenenfalls auf einer bewässerten Fahrbahn ausgeführt.
Die Acceleration (Beschleunigungtest) ermittelt das Beschleunigungsvermögen des Fahrzeugs aus einem stehenden Start auf einer Gerade von 75 m Länge. Den derzeitigen Streckenrekord in Hockenheim hält seit 2018 das Team Elbflorace der TU Dresden mit einer Zeit von 3,240 Sekunden.
Im Autocross muss das Fahrzeug durch einen ca. 800 m langen Handling-Kurs gesteuert werden, der Geraden, Haarnadelkurven, Schikanen und Slalomstrecken enthält.
Während der Endurance (Langstreckenstests) sollen die Fahrzeuge insbesondere ihre Haltbarkeit und Zuverlässigkeit unter Beweis stellen. Über eine Strecke von 22 km, die vom Aufbau an den Handling-Kurs angelehnt ist, jedoch höhere Geschwindigkeiten zulässt, wird darüber hinaus der Energieverbrauch gemessen, der anschließend zur Bewertung der Effizienz herangezogen wird.
Die Energy Efficiency (Energieeffizienz) bewertet den Energieverbrauch während des Dauerbelastungstest unter Gewichtung des minimalen Verbrauches sowie der kürzesten Dauer für den Dauerbelastungstest der Mitbewerber.

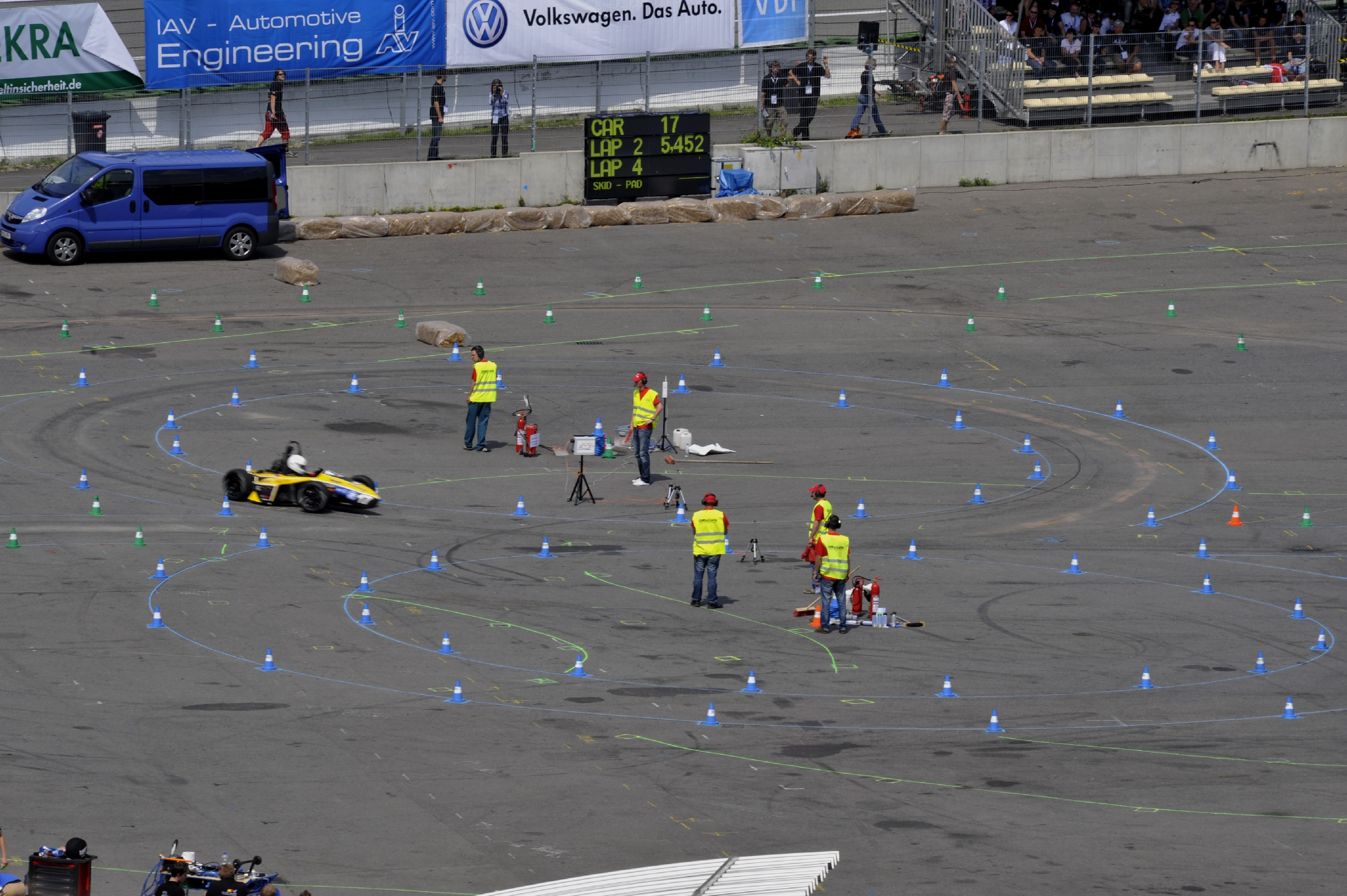
Skid Pad
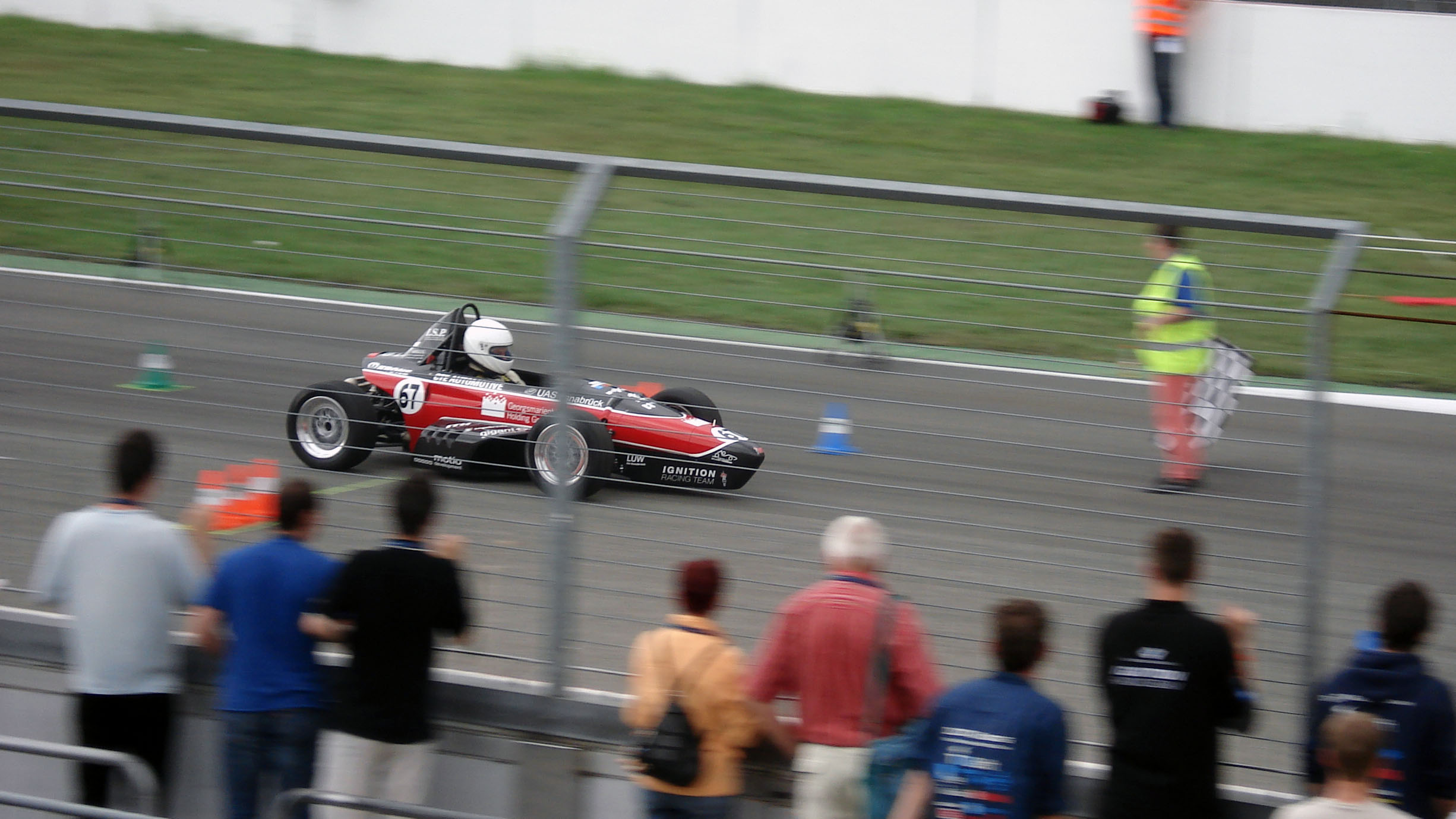
Acceleration
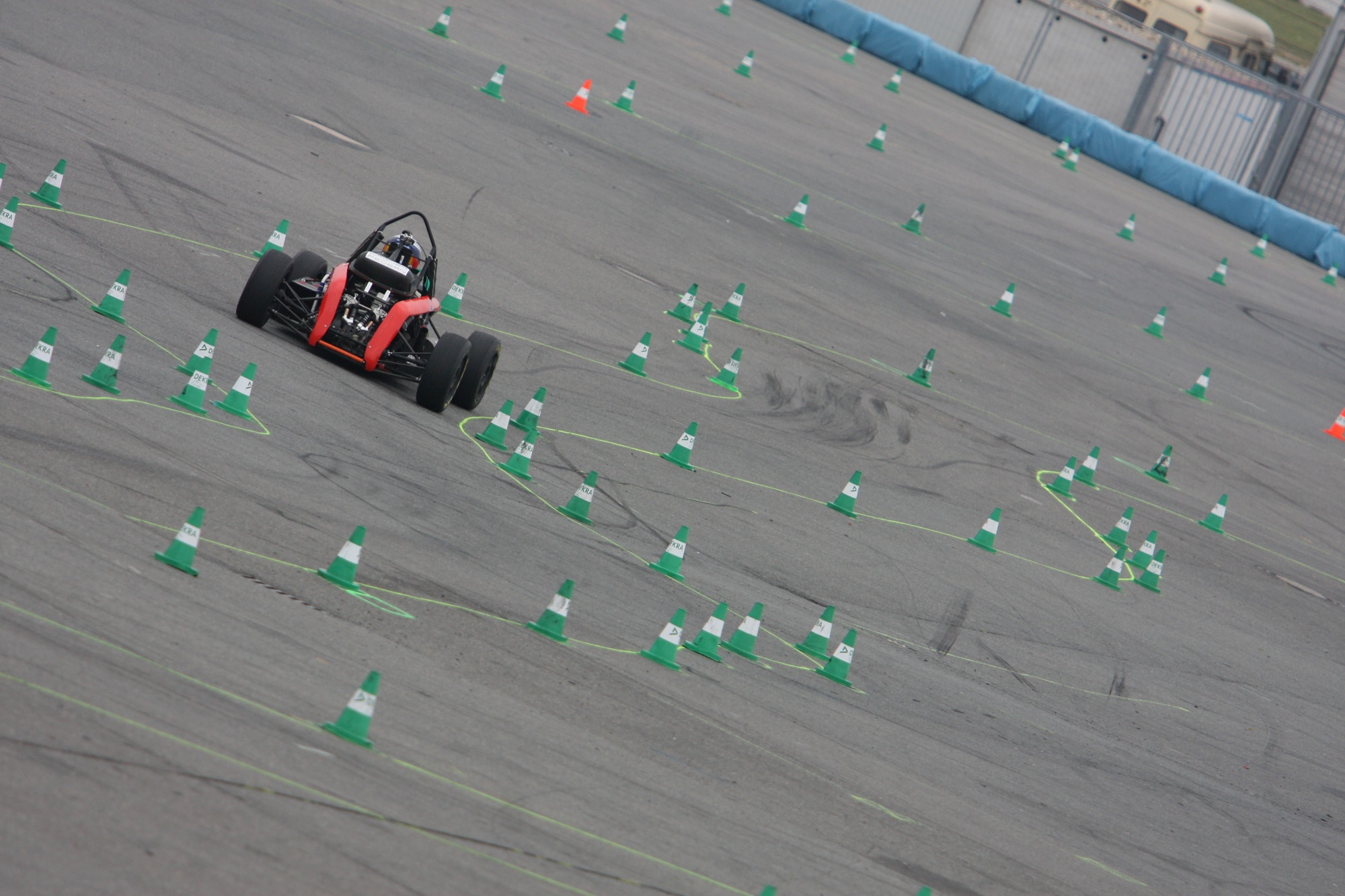
Autocross
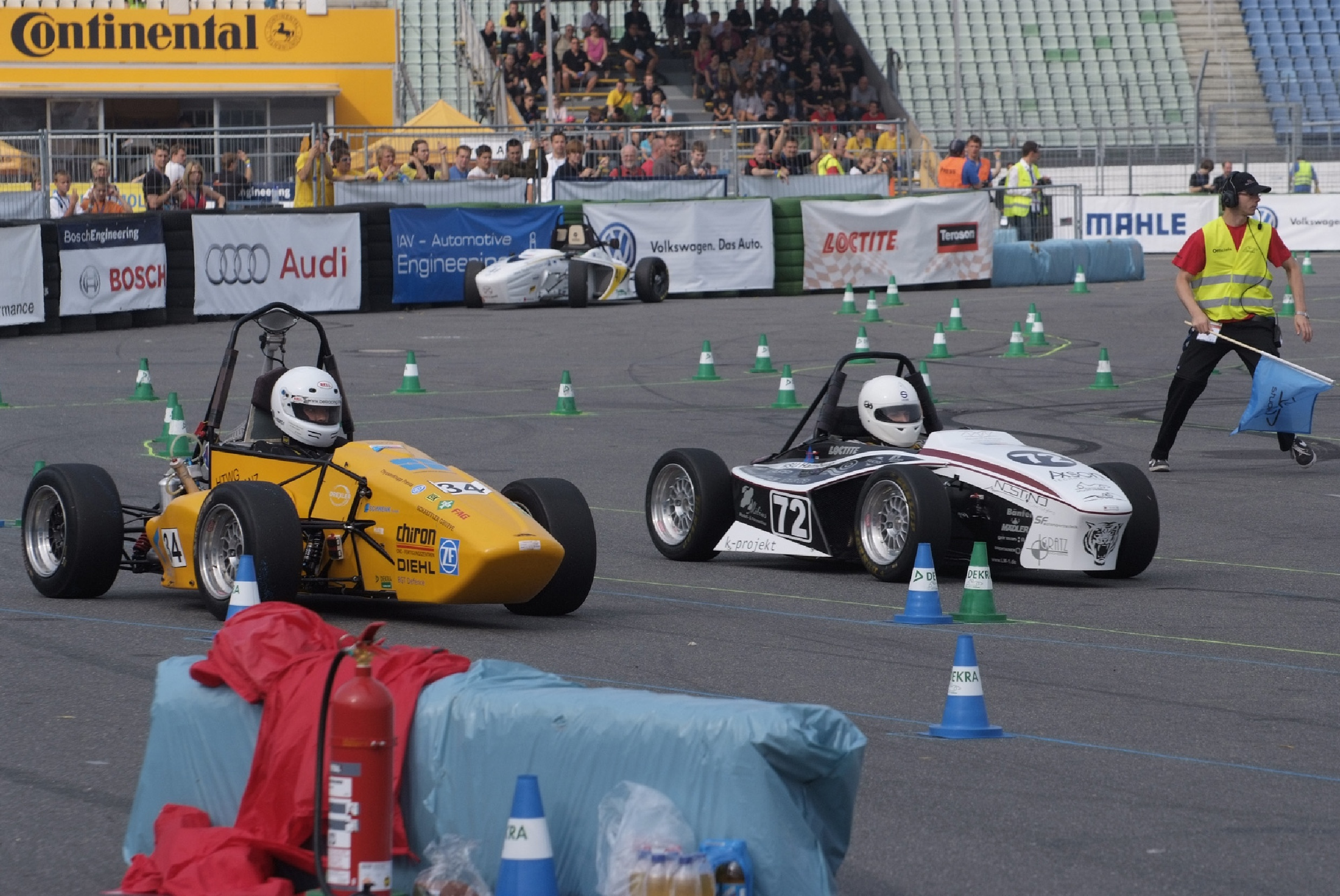
Endurance

Insgesamt werden 1000 Punkte vergeben. Grundlage der Aufteilung ist das Regelwerk der FSC bzw. der FSE. Die Punkte werden nach einem im Regelwerk definierten Schlüssel vergeben. Das beste Team in einer Disziplin erhält dort gewöhnlich die volle Punktzahl; in den statischen Disziplinen ist es allerdings das Recht der Juroren auch dem besten Team nicht die maximal mögliche Punktzahl zu geben. Die Leistung der anderen Teams wird in Relation zur Leistung des besten Teams bewertet. Die Punkte teilen sich wie folgt auf:
| Static Events         | 325  |
| Engineering Design    | 150  |
| Cost Analysis         | 100  |
| Business Presentation | 75   |
| Dynamic Events        | 675  |
| Skidpad               | 75   |
| Acceleration          | 75   |
| Autocross             | 100  |
| Endurance             | 325  |
| Fuel Economy          | 100  |
| Gesamt                | 1000 |

## Formula Student Germany 2013
Vom 30. Juli bis zum 4. August 2013 fand die 8. Formula Student Germany am Hockenheimring statt.
Bis einschließlich 2009 war der Wettbewerb nur für Fahrzeuge mit Verbrennungsmotoren zugelassen. Nach der Einführung der Formula Student Electric 2010 werden in diesem Jahr zum vierten Mal auch Fahrzeuge mit einem elektrischen Antriebsstrang teilnehmen. Deshalb finden nicht ein, sondern zwei Wettbewerbe, FSC und FSE, parallel statt.
Zur Formula Student Combustion waren 2013 insgesamt 74 Teams zugelassen, zur Formula Student Electric 40 Fahrzeuge.

## Ergebnisse der Formula Student Germany der Jahre 2006–2009
Von 2006 bis 2009 bezeichnete Formula Student Germany den studentischen Konstruktionswettbewerb mit ausschließlich verbrennungsmotorischen Fahrzeugen.
|                              | 2006                                           | 2007                                                | 2008                                  | 2009                              |
| ---------------------------- | ---------------------------------------------- | --------------------------------------------------- | ------------------------------------- | --------------------------------- |
| Engineering Design           | Metropolia Motorsport (FH Helsinki Metropolia) | TUfast (TU München)                                 | Lions Racing Team (TU Braunschweig)   | DUT Racing (TU Delft)             |
| Cost Analysis                | US Motorsport (U Strathclyde)                  | LUMotorsport (Loughborough U)                       | Squadra Corse (Politecnico di Torino) | DUT Racing (TU Delft)             |
| Business Plan Presentation   | DUT Racing (TU Delft)                          | Rennteam Uni Stuttgart                              | DUT Racing (TU Delft)                 | DHBW Engineering (DHBW Stuttgart) |
| Skidpad                      | DUT Racing (TU Delft)                          | RIT Racing Team (Rochester Institute of Technology) | Oxford Brookes Racing                 | Rennteam Uni Stuttgart            |
| Acceleration                 | Metropolia Motorsport (FH Helsinki Metropolia) | Raceyard Kiel (FH Kiel)                             | Rennteam Uni Stuttgart                | Raceyard Kiel (FH Kiel)           |
| Autocross                    | UQ Racing (University of Queensland)           | DART racing (TU Darmstadt)                          | Lions Racing Team (TU Braunschweig)   | Rennteam Uni Stuttgart            |
| Endurance                    | UQ Racing (U Queensland)                       | Rennteam Uni Stuttgart                              | DUT Racing (TU Delft)                 | Rennteam Uni Stuttgart            |
| Fuel Economy/Fuel Efficiency | Swansea University Race Engineering            | Swansea University Race Engineering (Swansea U)     | DUT Racing (TU Delft)                 | DUT Racing (TU Delft)             |
| Gesamt                       | TU Graz Racing Team                            | Rennteam Uni Stuttgart                              | DUT Racing (TU Delft)                 | Rennteam Uni Stuttgart            |

## Ergebnisse der Formula Student Germany seit 2010

### FSC und FSE 2010 bis 2014
|                            | FSC 2010                           | FSE 2010                                                         | FSC 2011                                        | FSE 2011                                         | FSC 2012                                      | FSE 2012                     | FSC 2013                                         | FSE 2013                                         | FSC 2014                                 | FSE 2014                              |
| -------------------------- | ---------------------------------- | ---------------------------------------------------------------- | ----------------------------------------------- | ------------------------------------------------ | --------------------------------------------- | ---------------------------- | ------------------------------------------------ | ------------------------------------------------ | ---------------------------------------- | ------------------------------------- |
| Engineering Design         | Global Formula Racing              | AMZ Racing Team (ETH Zürich)                                     | Global Formula Racing (Oregon State University) | AMZ Racing Team (ETH Zürich)                     | ETS Montréal                                  | DUT Racing (TU Delft)        | KA-RaceIng (Karlsruher Institut für Technologie) | AMZ Racing Team (ETH Zürich)                     | TUfast (TU München)                      | AMZ Racing Team (ETH Zürich)          |
| Cost Analysis              | Riteh Racing Team (U Rijeka)       | Stuba Green Team (Slowakische Technische Universität Bratislava) | RIT Racing Team (Rochester IT)                  | DUT Racing (TU Delft)                            | University of Strathclyde                     | DUT Racing (TU Delft)        | Rennteam Uni Stuttgart                           | ETSEIB E-Motorsport (UPC Barcelona)              | Cal Poly Pomona Formula SAE (Pomona CSU) | municHMotorsport (FH München)         |
| Business Plan Presentation | Racetech Racing Team (TU Freiberg) | GreenTeam Uni Stuttgart (U Stuttgart)                            | Team Bath Racing (Bath U)                       | KA-RaceIng (Karlsruher Institut für Technologie) | Global Formula Racing (DHBW Ravensburg)       | WHZ Racing Team (WH Zwickau) | Global Formula Racing (US) (Corvallis OSU)       | WHZ Racing Team (Zwickau UAS)                    | Race UP Team (Padova Uni)                | GreenTeam Uni Stuttgart               |
| Skidpad                    | WHZ Racing Team (WH Zwickau)       | GreenTeam Uni Stuttgart (U Stuttgart)                            | UToronto Racing (Toronto U)                     | AMZ Racing Team (ETH Zürich)                     | Missouri University of Science and Technology | TU Eindhoven                 | The University of Akron Zips Racing (Akron U)    | Formula Student Team Darmstadt II (TU Darmstadt) | Global Formula Racing (OSU)              | Formula Student Team Delft (TU Delft) |
| Acceleration               | MRacing (U Michigan - Ann Arbor)   | GreenTeam Uni Stuttgart (U Stuttgart)                            | RIT Racing Team (Rochester IT)                  | Global Formula Racing (Ravensburg DHBW)          | Rennteam Uni Stuttgart                        | DUT Racing (TU Delft)        | Dynamics - UAS Regensburg                        | DUT Racing (TU Delft)                            | KA-RaceIng (KIT)                         | GreenTeam Uni Stuttgart               |
| Autocross                  | DUT Racing (TU Delft)              | GreenTeam Uni Stuttgart (U Stuttgart)                            | Global Formula Racing (Oregon State U)          | TuFast Racing Team (TU München)                  | Global Formula Racing (DHBW Ravensburg)       | AMZ Racing Team (ETH Zürich) | Global Formula Racing (Oregon State U)           | KA-Raceing (Karlsruher Institut für Technologie) | Global Formula Racing                    | AMZ Racing (ETH Zürich)               |
| Endurance                  | DUT Racing (TU Delft)              | GreenTeam Uni Stuttgart (U Stuttgart)                            | Global Formula Racing (Oregon State U)          | DUT Racing (TU Delft)                            | Rochester Institute of Technology             | AMZ Racing Team (ETH Zürich) | Global Formula Racing (US) (Corvallis OSU)       | DUT Racing (TU Delft)                            | Global Formula Racing (OSU)              | AMZ Racing (ETH Zürich)               |
| Energy Efficiency          | DUT Racing (TU Delft)              | Fast Forest (Hochschule Deggendorf)                              | Team wob-racing (Fachhochschule Wolfenbüttel)   | TU Graz e-Power Racing Team                      | ETS Montréal                                  | Elbflorace (TU Dresden)      | Global Formula Racing (Oregon State U)           | WHZ Racing Team (Zwickau UAS)                    | AMOY (Xiamen TU)                         | FH Osnabrück UAS                      |
| Gesamt                     | DUT Racing (TU Delft)              | GreenTeam Uni Stuttgart                                          | Global Formula Racing (Oregon State U)          | DUT Racing (TU Delft)                            | Rennteam Uni Stuttgart                        | DUT Racing (TU Delft)        | Global Formula Racing (Oregon State U)           | DUT Racing (TU Delft)                            | Global Formula Racing (Oregon State U)   | AMZ Racing (ETH Zürich)               |

### FSC und FSE 2015 bis 2018, sowie FSD 2017 und 2018
|                            | FSC 2015                                       | FSE 2015                        | FSC 2016                               | FSE 2016                              | FSC 2017                                       | FSE 2017                                               | FSD 2017                       | FSC 2018                    | FSE 2018                                          | FSD 2018                           |
| -------------------------- | ---------------------------------------------- | ------------------------------- | -------------------------------------- | ------------------------------------- | ---------------------------------------------- | ------------------------------------------------------ | ------------------------------ | --------------------------- | ------------------------------------------------- | ---------------------------------- |
| Engineering Design         | TUfast (TU München)                            | GreenTeam Uni Stuttgart         | Rennteam Uni Stuttgart                 | AMZ Racing (ETH Zürich)               | Rennteam Uni Stuttgart                         | AMZ Racing Team (ETH Zürich)                           | AMZ Driverless (ETH Zürich)    | Rennteam Uni Stuttgart      | AMZ Racing Team (ETH Zürich)                      | AMZ Driverless (ETH Zürich)        |
| Cost Analysis              | Formula Student Team FH Weingarten             | AMZ Racing (ETH Zürich)         | Orion Racing India (Mumbai KJ Somaiya) | Racetech racing team (TU Freiberg)    | KA-RaceIng (KIT)                               | KA-RaceIng (KIT) und ETSEIB Motorsport (Barcelona UPC) | AMZ Driverless (ETH Zürich)    | CAT-Racing (UAS Coburg)     | KA-RaceIng (KIT)                                  | HTW Motorsport (HTW Berlin)        |
| Business Plan Presentation | Montréal U McGill                              | municHMotorsport (FH München)   | Global Formula Racing (OSU)            | Global Formula Racing (OSU)           | CAT-Racing (UAS Coburg)                        | GreenTeam Uni Stuttgart                                | TUfast Driverless (TU München) | TU Graz Racing Team         | GreenTeam Uni Stuttgart e. V. - Monash Motorsport | KA-RaceIng Driverless (KIT)        |
| Skidpad                    | Global Formula Racing (OSU)                    | Formula Student Team (TU Delft) | KA-RaceIng (KIT)                       | KA-RaceIng (KIT)                      | Dynamics e. V. (Regensburg OTH)                | KA-RaceIng (KIT)                                       | AMZ Driverless (ETH Zürich)    | TU Graz Racing Team         | TUfast (TU München)                               | AMZ Driverless (ETH Zürich)        |
| Acceleration               | joanneum racing graz (FH Joanneum)             | AMZ Racing (ETH Zürich)         | PWR Racing Team (Wrocław TU)           | AMZ Racing (ETH Zürich)               | MoRe Modena Racing                             | DHBW Engineering Stuttgart e. V.                       | KA-RaceIng Driverless (KIT)    | CAT-Racing (UAS Coburg)     | Elbflorace (TU Dresden)                           | StarkStrom Augsburg (UAS Augsburg) |
| Autocross                  | Global Formula Racing (OSU)                    | Formula Student Team (TU Delft) | Global Formula Racing (OSU)            | KA-RaceIng (KIT)                      | TUfast (TU München)                            | GreenTeam Uni Stuttgart                                |                                | Global Formula Racing (OSU) | TUfast (TU München)                               |                                    |
| Endurance                  | Global Formula Racing (OSU)                    | AMZ Racing Team (ETH Zürich)    | TUfast (TU München)                    | Formula Student Team Delft (TU Delft) | Rennteam Uni Stuttgart                         | GreenTeam Uni Stuttgart                                | AMZ Driverless (ETH Zürich)    | Rennteam Uni Stuttgart      | Running Snail Racing Team (OTH Amberg)            | AMZ Driverless (ETH Zürich)        |
| Energy Efficiency          | Rennstall Esslingen (Fachhochschule Esslingen) | Elefant Racing (Uni Bayreuth)   | TUfast (TU München)                    | Terrassa ESEIAAT                      | TU Graz Racing Team                            | Kaiserslautern Racing Team                             | AMZ Driverless (ETH Zürich)    | TU Graz Racing Team         | AMZ Racing Team (ETH Zürich)                      | AMZ Driverless (ETH Zürich)        |
| Gesamt                     | Global Formula Racing (Oregon State U)         | Formula Student Team (TU Delft) | TUfast (TU München)                    | KA-RaceIng (KIT)                      | Rennstall Esslingen (Fachhochschule Esslingen) | GreenTeam Uni Stuttgart                                | AMZ Driverless (ETH Zürich)    | Rennteam Uni Stuttgart      | AMZ Racing Team (ETH Zürich)                      | AMZ Driverless (ETH Zürich)        |

### FSC, FSE und FSD von 2019 und 2021
|                            | FSC 2019      | FSE 2019                  | FSD 2019      | FSC 2021       | FSE 2021           | FSD 2021      |
| -------------------------- | ------------- | ------------------------- | ------------- | -------------- | ------------------ | ------------- |
| Engineering Design         | Esslingen UAS | Trondheim NTNU            | Zürich ETH    | Esslingen UAS  | München TU         | Karlsruhe KIT |
| Cost Analysis              | Karlsruhe UAS | Stuttgart U               | Delft TU      | Weingarten UAS | Sankt Augustin UAS | Pisa U        |
| Business Plan Presentation | Pisa U        | Dresden TU                | Stuttgart U   | Sevilla U      | Karlsruhe KIT      | Aachen RWTH   |
| Skidpad                    | Montréal ETS  | München TU                | Karlsruhe KIT | Karlsruhe UAS  | Trondheim NTNU     | Karlsruhe KIT |
| Acceleration               | Coburg UAS    | Stuttgart U               | Zürich ETH    | Ecully ECL     | Stuttgart U        | Augsburg UAS  |
| Autocross                  | Stuttgart U   | München TU                | Karlsruhe KIT | Esslingen UAS  | Stuttgart U        | Augsburg UAS  |
| Endurance (TrackDrive)     | Esslingen UAS | München TU                | Karlsruhe KIT | Esslingen UAS  | Stuttgart U        | Augsburg UAS  |
| Energy Efficiency          | Ulm UAS       | Wolfenbüttel UAS Ostfalia | Zürich ETH    | Heilbronn UAS  | München TU         | Karlsruhe KIT |
| Gesamt                     | Esslingen UAS | München TU                | Zürich ETH    | Esslingen UAS  | Stuttgart U        | Karlsruhe KIT |

### FSC, FSE und FSD von 2022 und 2023
|                            | FSC 2022      | FSE 2022       | FSD 2022     | FSC 2023          | FSE 2023       | FSD 2023          |
| -------------------------- | ------------- | -------------- | ------------ | ----------------- | -------------- | ----------------- |
| Engineering Design         | Stuttgart U   | Zürich ETH     | Zürich ETH   | Valéncia UPV      | Zürich ETH     | Karlsruhe KIT     |
| Cost Analysis              | Stuttgart U   | Augsburg UAS   |              | Coburg UAS        | Delft TU       |                   |
| Business Plan Presentation | Sevilla U     | Sevilla U      |              | Tampere UAS       | Milano PT      |                   |
| Skidpad                    | Karlsruhe UAS | Trondheim NTNU |              | Stuttgart U       | Stuttgart U    |                   |
| Acceleration               | Coburg UAS    | Delft TU       |              | Coburg UAS        | Zürich ETH     |                   |
| Autocross                  | Esslingen UAS | München TU     | Augsburg UAS | Karlsruhe UAS     | Aachen RWTH    | Milano PT         |
| Endurance (TrackDrive)     | Karlsruhe UAS | Stuttgart U    | Augsburg UAS | Karlsruhe UAS     | Aachen RWTH    | Göteborg Chalmers |
| Energy Efficiency          | Karlsruhe UAS | Aachen RWTH    |              | Karlsruhe UAS     | Trondheim NTNU |                   |
| DV Acceleration            | Napoli UNINA  | Augsburg UAS   | Augsburg UAS | Shanghai Tongji U | München TU     | München TU        |
| DV Skidpad                 | Valéncia UPV  | Hamburg TU     | Hamburg TU   | Napoli UNINA      | Karlsruhe KIT  | Karlsruhe KIT     |
| Gesamt                     | Karlsruhe UAS | Stuttgart U    | Augsburg UAS | Karlsruhe UAS     | Aachen RWTH    | Göteborg Chalmers |